# Calling Time
Calling Time je první studiové album švédského producenta taneční hudby Basshuntera.

## Seznam skladeb
| Pořadí | Název                                 | Délka |
| ------ | ------------------------------------- | ----- |
| 1.     | Saturday                              | 3:00  |
| 2.     | Dream on the Dancefloor               | 3:12  |
| 3.     | Crash & Burn                          | 3:08  |
| 4.     | Wake Up Beside Me (feat. Dulce María) | 2:41  |
| 5.     | Calling Time                          | 3:07  |
| 6.     | Far Away                              | 3:42  |
| 7.     | I've Got You Now                      | 3:10  |
| 8.     | You're Not Alone                      | 2:57  |
| 9.     | Rise My Love                          | 2:33  |
| 10.    | Pitchy                                | 2:15  |
| 11.    | I Came Here to Party                  | 2:48  |
| 12.    | Dirty (feat. Sandra)                  | 2:53  |
| 13.    | Lawnmover to Music                    | 4:21  |
| 14.    | Fest i hela huset                     | 2:50  |
| 15.    | Northern Light                        | 2:49  |

Bunus tracks
| Pořadí | Název                                    | Délka |
| ------ | ---------------------------------------- | ----- |
| 16.    | Far Away (Josh's Big Room Remix)         | 4:55  |
| 17.    | Dream on the Dancefloor (Rude Dog Remix) | 5:10  |
| 18.    | Northern Light (Candlelight Version)     | 3:09  |

## Hitparády
| Hitparáda (2013)                                 | vrchol |
| ------------------------------------------------ | ------ |
| Spojené státy americké (Dance/Electronic Albums) | 25.    |